# Episodi de La pattuglia del deserto (seconda stagione)
La seconda stagione della serie televisiva La pattuglia del deserto (The Rat Patrol) è andata in onda negli Stati Uniti dall'11 settembre 1967 al 18 marzo 1968 sulla ABC.
| nº | Titolo originale               | Prima TV USA      | Titolo italiano | Prima TV Italia |
| -- | ------------------------------ | ----------------- | --------------- | --------------- |
| 1  | The Truce at Aburah Raid       | 11 settembre 1967 |                 |                 |
| 2  | The David and Goliath Raid     | 18 settembre 1967 |                 |                 |
| 3  | The Trial by Fire Raid         | 25 settembre 1967 |                 |                 |
| 4  | The Darers Go First Raid       | 2 ottobre 1967    |                 |                 |
| 5  | The Love Thine Enemy Raid      | 9 ottobre 1967    |                 |                 |
| 6  | The Darkest Raid               | 16 ottobre 1967   |                 |                 |
| 7  | The Death Do Us Part Raid      | 30 ottobre 1967   |                 |                 |
| 8  | The Do-Re-Mi Raid              | 6 novembre 1967   |                 |                 |
| 9  | The Kingdom Come Raid          | 13 novembre 1967  |                 |                 |
| 10 | The Hide-and-Go-Seek Raid      | 20 novembre 1967  |                 |                 |
| 11 | The Violent Truce Raid         | 27 novembre 1967  |                 |                 |
| 12 | The Life-for-a-Life Raid       | 4 dicembre 1967   |                 |                 |
| 13 | The Fifth Wheel Raid           | 11 dicembre 1967  |                 |                 |
| 14 | The Two If by Sea Raid         | 18 dicembre 1967  |                 |                 |
| 15 | The Street Urchin Raid         | 25 dicembre 1967  |                 |                 |
| 16 | The Pipeline to Disaster Raid  | 1º gennaio 1968   |                 |                 |
| 17 | The Boomerang Raid             | 8 gennaio 1968    |                 |                 |
| 18 | The Fatal Reunion Raid         | 15 gennaio 1968   |                 |                 |
| 19 | The Decoy Raid                 | 22 gennaio 1968   |                 |                 |
| 20 | The Touch-and-Go Raid          | 5 febbraio 1968   |                 |                 |
| 21 | The Field of Death Raid        | 12 febbraio 1968  |                 |                 |
| 22 | The Double Jeopardy Raid       | 19 febbraio 1968  |                 |                 |
| 23 | The Hickory, Dickory Dock Raid | 26 febbraio 1968  |                 |                 |
| 24 | The Tug-of-War Raid            | 4 marzo 1968      |                 |                 |
| 25 | The Never Say Die Raid         | 11 marzo 1968     |                 |                 |
| 26 | The Kill at Koorlea Raid       | 18 marzo 1968     |                 |                 |

## The Truce at Aburah Raid
- Prima televisiva: 11 settembre 1967
- Diretto da: Sutton Roley
- Scritto da: Edward J. Lakso

### Trama
- Guest star: Margot Jane (Hiri), Anna Strasberg (Marisha), Joe Turkel (capitano Bruener)

## The David and Goliath Raid
- Prima televisiva: 18 settembre 1967
- Diretto da: Herschel Daugherty
- Scritto da: Sheldon Stark

### Trama
- Guest star: Manfred Lating (medico), Mark Schell (soldato)

## The Trial by Fire Raid
- Prima televisiva: 25 settembre 1967
- Diretto da: Sutton Roley
- Scritto da: Peter Allan Fields

### Trama
- Guest star: Milton Selzer (Tobar), Gale Garnett (Safti)

## The Darers Go First Raid
- Prima televisiva: 2 ottobre 1967
- Diretto da: Paul Stanley
- Scritto da: Mark Weingart

### Trama
- Guest star:

## The Love Thine Enemy Raid
- Prima televisiva: 9 ottobre 1967
- Diretto da: Herschel Daugherty
- Scritto da: Edward J. Lakso

### Trama
- Guest star: Hans Difflipp (capitano Krueger), Carl Crow (sergente Meade), Bob Champion (tenente Bruener), Guy Danfort (dottor Brahms), Susanne Cramer (Gerta)

## The Darkest Raid
- Prima televisiva: 16 ottobre 1967
- Diretto da: Leon Benson
- Scritto da: Dean Hargrove

### Trama
- Guest star: Manfred Lating (inserviente), Bard Stevens (Richter), Ken Drake (tenente Klundt), Alfred Ryder (colonnello Gerschon)

## The Death Do Us Part Raid
- Prima televisiva: 30 ottobre 1967
- Diretto da: Frank Baur
- Scritto da: Anthony Lawrence

### Trama
- Guest star: Pippa Scott (Drucilla), Stanley Waxman (colonnello Luden), Barry Robins (Ben Nafi)

## The Do-Re-Mi Raid
- Prima televisiva: 6 novembre 1967
- Diretto da: Robert Sparr
- Scritto da: Don Brinkley

### Trama
- Guest star: Rick Traeger (comandante), Harvey Jason (Perkins), Jack Jones (PFC Mickey Roberts)

## The Kingdom Come Raid
- Prima televisiva: 13 novembre 1967
- Diretto da: Frank Baur
- Scritto da: Robert Sherman

### Trama
- Guest star: Matt Clark (caporale Meekin), Mark Tapscott (maggiore Burrows)

## The Hide-and-Go-Seek Raid
- Prima televisiva: 20 novembre 1967
- Diretto da: Sutton Roley
- Scritto da: Mark Weingart

### Trama
- Guest star: Morgan Jones (capitano Boggs), Alan Caillou (generale Simms), Charles Irving (colonnello Von Graff), Jerome Guardino (Achile), Nikita Knatz (German Guard), Mark Anthony (Miles Simms)

## The Violent Truce Raid
- Prima televisiva: 27 novembre 1967
- Diretto da: Eddie Davis
- Scritto da: Don Brinkley

### Trama
- Guest star: Howard Caine (maggiore Bracken), Bruce Glover (tenente West), Michael Freeman (Johnson)

## The Life-for-a-Life Raid
- Prima televisiva: 4 dicembre 1967
- Diretto da: Sutton Roley
- Scritto da: Don Brinkley, Quentin Sparr

### Trama
- Guest star: Kamala Devi (Sallah), Paul Stevens (capitano Longet)

## The Fifth Wheel Raid
- Prima televisiva: 11 dicembre 1967
- Diretto da: Robert Sparr
- Scritto da: Richard deRoy

### Trama
- Guest star: Michael Tolan (Kabir), Ben Wright (colonnello Jameson), Morgan Jones (capitano Boggs), Mike Scanlon (impiegato)

## The Two If by Sea Raid
- Prima televisiva: 18 dicembre 1967
- Diretto da: Robert Sparr
- Scritto da: Mark Weingart

### Trama
- Guest star: Norbert Meisel (marinaio Urban), Paul Verdier (Benet), Michael Vandever (tenente Reiner), Than Wyenn (Rouche), Walter Brooke (capitano Vulcan)

## The Street Urchin Raid
- Prima televisiva: 25 dicembre 1967
- Diretto da: Leon Benson
- Scritto da: Don Brinkley

### Trama
- Guest star: Tania Lemani (Belly Dancer), Rica Diallina (Sarina), John Myhers (Rettig), Jon Shank (guardia), Jean-Michel Michenaud (Tico)

## The Pipeline to Disaster Raid
- Prima televisiva: 1º gennaio 1968
- Diretto da: Sutton Roley
- Scritto da: Al Ramrus, John Shaner

### Trama
- Guest star: John Anderson (generale Owen Lansbury)

## The Boomerang Raid
- Prima televisiva: 8 gennaio 1968
- Diretto da: Robert Sparr
- Scritto da: Edward J. Lakso

### Trama
- Guest star: Dick Sargent (tenente Kemper)

## The Fatal Reunion Raid
- Prima televisiva: 15 gennaio 1968
- Diretto da: Herschel Daugherty
- Scritto da: Don Brinkley

### Trama
- Guest star: Mac McLaughlin (Andy), David Bond (Pierre Marchand), Gilbert Green (generale Rettig), Louise Sorel (Gabrielle)

## The Decoy Raid
- Prima televisiva: 22 gennaio 1968
- Diretto da: Sutton Roley
- Scritto da: Robert Sherman

### Trama
- Guest star: Socrates Alafouzos (Hassam), Doreen McLean (Miss Arno), Jay Novello (La Duc), Dick Davalos (tenente Wansee)

## The Touch-and-Go Raid
- Prima televisiva: 5 febbraio 1968
- Diretto da: Herschel Daugherty
- Scritto da: Peter Allan Fields

### Trama
- Guest star: Tom Heaton (Operator), Robert Dornan (sergente), Peter Church (tenente Hartford), Charles Bastin (colonnello), Mike Krempels (German), Carl Crow (sentinella), Robert Knapp (maggiore)

## The Field of Death Raid
- Prima televisiva: 12 febbraio 1968
- Diretto da: Herschel Daugherty
- Scritto da: Richard K. Brockway

### Trama
- Guest star: Darwin Joston (Peterson), Nick George (capitano David Troy), Jack Bannon (tenente Koenig), Horst Ebersberg (tenente Hardt), Albert Paulsen (Von Brugge)

## The Double Jeopardy Raid
- Prima televisiva: 19 febbraio 1968
- Diretto da: Frank Baur
- Scritto da: Peter Allan Fields

### Trama
- Guest star: Alain Patrick (Franciose), Catlin Adams (ragazza), Todd Martin (S.S. Major), Paul Prokop (tenente Hoffman), Mac McLaughlin (Andy), Danielle Roter (Monique), Clive Clerk (Jean-Claude)

## The Hickory, Dickory Dock Raid
- Prima televisiva: 26 febbraio 1968
- Diretto da: Frank Baur
- Scritto da: Edward J. Lakso

### Trama
- Guest star: David Gross (sentinella), Gary Lasdun (capitano Hunte), Mathias Uitz (sentinella)

## The Tug-of-War Raid
- Prima televisiva: 4 marzo 1968
- Diretto da: Jack N. Reddish
- Scritto da: Mark Weingart

### Trama
- Guest star: Guy Danfort (dottore Schiller), Bo Hopkins (Bo Randall), Murray Roman (tenente Pohl), Michael Shillo (Gaspard), Brioni Farrell (Felicia)

## The Never Say Die Raid
- Prima televisiva: 11 marzo 1968
- Diretto da: Herschel Daugherty
- Scritto da: Dean Hargrove

### Trama
- Guest star: Kurt Landen (guardia), Tommy Cook (Cefalu), Frank Marth (colonnello Von Bracht), Fabrizio Mioni (tenente Cristalde)

## The Kill at Koorlea Raid
- Prima televisiva: 18 marzo 1968
- Diretto da: Eddie Davis
- Scritto da: Edward J. Lakso

### Trama
- Guest star: William Watson (caporale Freebairn), Morgan Jones (capitano Boggs), Manfred Lating (tenente Sturm), Philip Bruns (generale Koenig)